# Robert Henley, 1. hrabě z Northingtonu
Robert Henley, 1. hrabě z Northingtonu (Robert Henley, 1st Earl of Northington, 1st Baron Henley of Grange) (1708 – 14. února 1772) byl britský právník a politik. Od mládí působil v justici, později zastával řadu vlivných funkcí, v letech 1757–1766 byl lordem kancléřem, svou kariéru završil úřadem lorda prezidenta Tajné rady (1766–1767). V roce 1760 s titulem barona vstoupil do Sněmovny lordů, později byl povýšen na hraběte (1764).

## Životopis

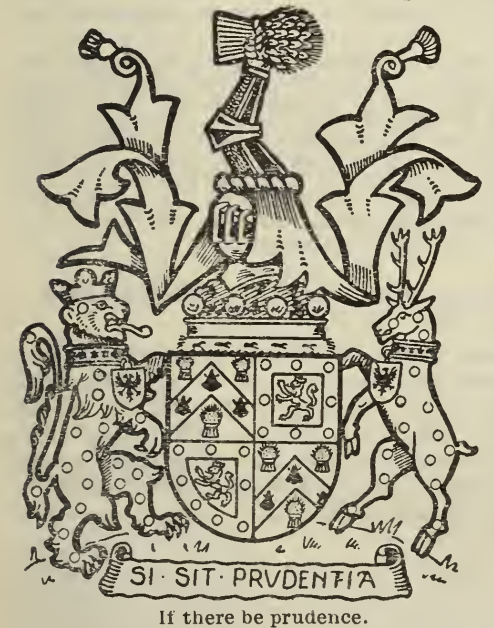
Erb rodu Henleyů

Pocházel z bohaté a vlivné parlamentní rodiny, která vlastnila statky v hrabství Hampshire. Narodil se jako třetí a nejmladší syn Anthonyho Henleye (1667–1711), poslance Dolní sněmovny. Studoval ve Westminster School, poté absolvoval práva v Oxfordu a od roku 1732 působil v justici. V letech 1747–1757 byl poslancem Dolní sněmovny za stranu whigů, později ale inklinoval k toryům, v parlamentu zastupoval město Bath. V Bathu byl od roku 1751 také soudcem a téhož roku byl jmenován královským justičním radou (King's Counsel). V letech 1751–1756 byl zároveň právním zástupcem prince waleského (pozdějšího Jiřího III.) V letech 1756–1757 byl členem vlády jako korunní právní zástupce (attorney general), v roce 1756 byl zároveň povýšen do šlechtického stavu s nárokem na titul Sir. V roce 1757 byl jmenován členem Tajné rady a lordem kancléřem, respektive lordem strážcem velké státní pečeti (Lord Keeper of the Great Seal). V souvislosti s tímto jmenováním rezignoval na poslanecký mandát a novým členem Dolní sněmovny za město Bath se místo něj stal William Pitt.
Zatímco v padesátých letech 18. století trpěl nepřízní krále Jiřího II., naopak byl oblíbencem jeho nástupce Jiřího III. Hned po nástupu Jiřího III. na trůn byl povýšen na barona a stal se členem Sněmovny lordů (1760), z titulu funkce lorda kancléře byl v letech 1763–1765 zároveň předsedou Sněmovny lordů. Jako stoupenec politiky toryů přispěl k pádu vlády markýze z Rockinghamu (1766) a do následujícího kabinetu vévody z Graftonu vstoupil ve funkci lorda prezidenta Tajné rady (1766–1767). Odstoupil ale již po necelém roce a od té doby žil v soukromí na svých statcích v Hampshire. V hrabství Hampshire v letech 1764–1772 zastával také funkci lorda-místodržitele.

## Majetek a rodina

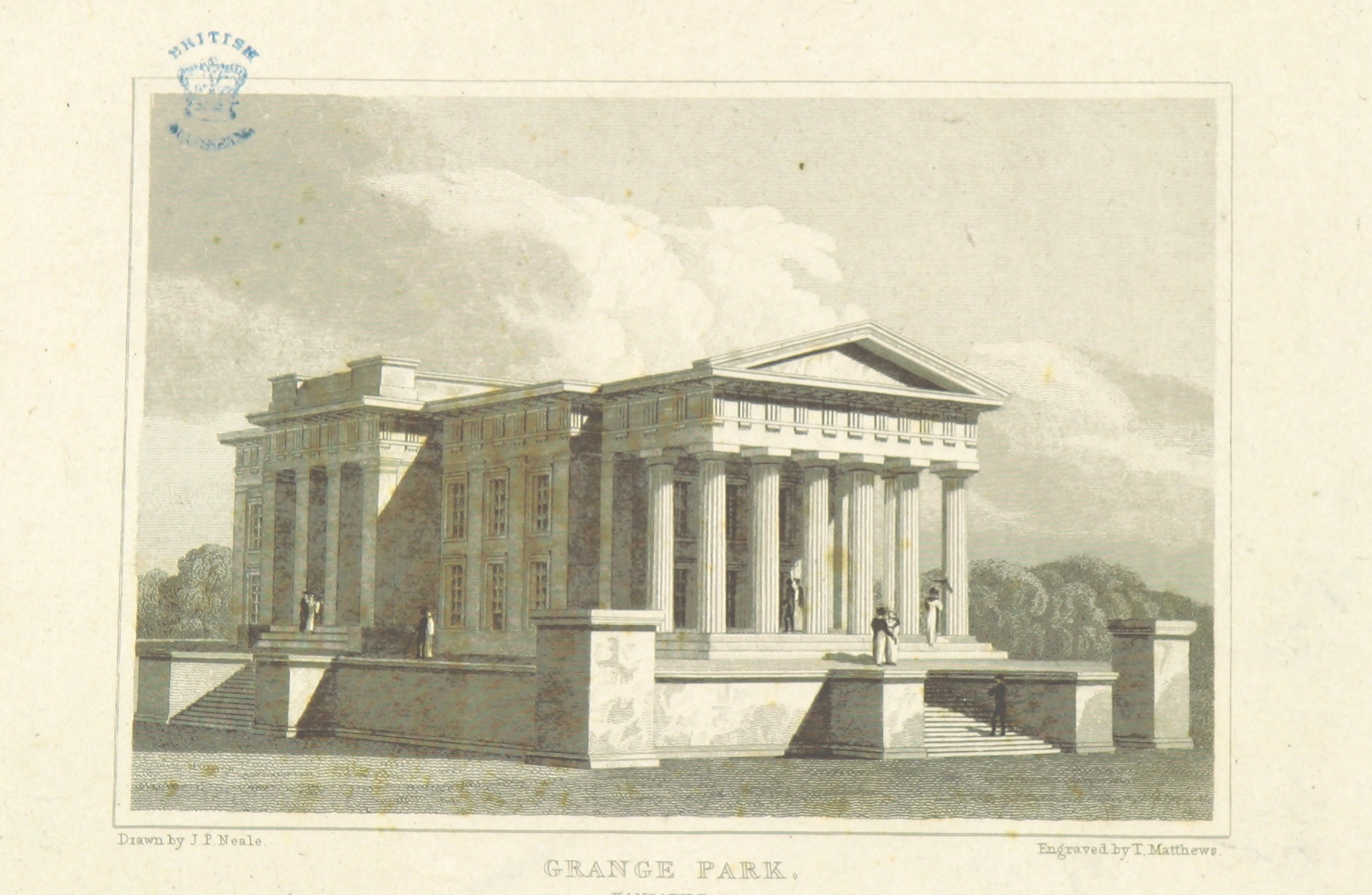
Zámek The Grange (Hampshire), hlavní sídlo rodu Henleyů

Hlavním rodovým sídlem byl zámek The Grange (Hampshire), který nechal po roce 1764 stavebně upravit, v této době byl také založen krajinářský park. Když byl Robert Henley v roce 1764 povýšen na hraběte, název titulu of Northington byl odvozen od jména obce poblíž tohoto zámku.
S manželkou Jane, rozenou Huband (1716–1787), měl čtyři děti. Jediný syn Robert (1747–1786) byl dědicem hraběcího titulu a krátce zastával funkci místokrále v Irsku (1783–1784). Z dcer se Elizabeth (1762–1821) provdala za diplomata Mortona Edena (1752–1830), mladšího bratra významného státníka 1. barona Aucklanda. Morton Eden později získal titul barona Henleye a jeho potomstvo převzalo i příjmení Henley.
Robertův starší bratr Anthony Henley (1704–1748) byl v letech 1727–1734 poslancem Dolní sněmovny a zetěm dlouholetého prvního lorda admirality 3. hraběte Berkeleye.